# Niphoparmena longespinipennis
Niphoparmena longespinipennis là một loài bọ cánh cứng trong họ Cerambycidae.